# Óscar Murillo (activista)
Óscar Murillo es un periodista y activista venezolano, actualmente coordinador de la organización de derechos humanos PROVEA.

## Carrera
Originario del estado Bolívar, Murillo comenzó su carrera como defensor de derechos humanos en 2007 con la organización de derechos humanos PROVEA. , tras el estallido de violencia sindical en la región, donde se desempeñó como periodista con un enfoque de derechos. Fue director de la escuela de comunicación social en la Universidad Católica Andrés Bello (UCAB), sede Guayana, por más de cinco años, y profesor de comunicación, sociología e investigación por más de doce años. En PROVEA, fue investigador del capítulo sobre derechos laborales en varias ediciones de sus informes anuales.
En 2023 fue electo como coordinador general de PROVEA. Óscar, al igual que el resto del equipo de PROVEA, es beneficiario de medidas cautelares de protección otorgadas por la Comisión Interamericana de Derechos Humanos (CIDH) debido a las reiterados actos de amenaza, criminalización y hostigamiento contra su labor en Venezuela.